# بلینگام (حوزه سرشماری)، ماساچوست

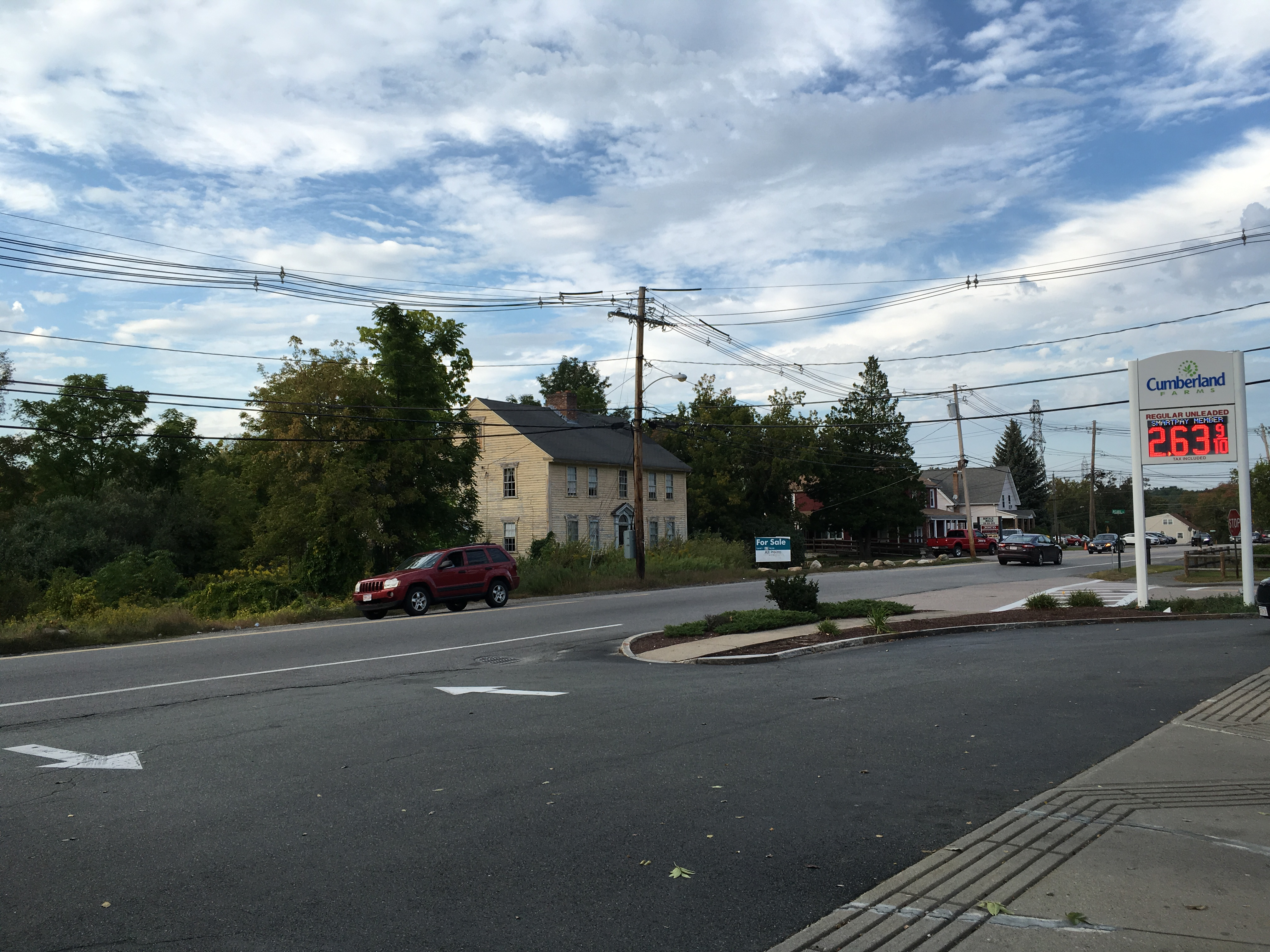
بلینگام - منطقه مسکونی

بلینگام (به انگلیسی: Bellingham) یک منطقهٔ مسکونی در ایالات متحده آمریکا است که در شهرستان نورفک، ماساچوست واقع شده‌است. بلینگام ۱۳٫۹ کیلومتر مربع مساحت و ۴٬۸۵۴ نفر جمعیت دارد و ۹۰ متر بالاتر از سطح دریا واقع شده‌است.